# Eriopyga rhadata
Eriopyga rhadata är en fjärilsart som beskrevs av Druce 1894. Eriopyga rhadata ingår i släktet Eriopyga och familjen nattflyn. Inga underarter finns listade i Catalogue of Life.